# Gone Away
Gone Away è un singolo della band punk Offspring. È stato pubblicato sul loro album del 1997, Ixnay on the Hombre. Ha raggiunto la posizione numero 1 nella classifica Billboard Mainstream Rock Tracks.

## Tracce[1]

### 1^ Versione
1. Gone Away
2. Cool to Hate
3. D.U.I.
4. Hey Joe (cover)

### 2^ Versione
1. Gone Away
2. D.U.I.

## Significato
La canzone, scritta da Dexter Holland, fa riferimento al lutto che segue la perdita di una persona amata.
Probabilmente l'ha scritta dopo la morte di una sua ragazza in un incidente stradale, anche se non è mai stato chiarito, in quanto lo stesso Dexter ha sempre evitato la domanda e non ha mai confermato o meno questa versione.
Nel DVD Complete Music Video Collection Dexter e Noodles discutono della canzone ma non fanno nessun accenno al protagonista.
Si nota comunque che Dexter sembri a disagio quando si trova costretto a parlare di questa canzone.

## Video
Il video mostra la band suonare dentro un macello al buio.
Dexter per la maggior parte del tempo canta vicino ad una lampada accesa che rappresenta l'anima della persona scomparsa.
Lui è l'unico che interagisce con la lampada anche se s'intravedono gli altri membri della band con una lampada a testa nelle loro rispettive stanze.

## Formazione
- Bryan "Dexter" Holland - voce e chitarra
- Noodles - chitarra e voce d'accompagnamento
- Greg K - basso
- Ron Welty - batteria
- Chris "X-13" Higgins - voce d'accompagnamento[8]

## Classifiche
| Classifica (1997)             | Posizione massima |
| ----------------------------- | ----------------- |
| Australia                     | 16                |
| Canada                        | 28                |
| Germania                      | 93                |
| Nuova Zelanda                 | 35                |
| Paesi Bassi                   | 93                |
| Regno Unito                   | 42                |
| Regno Unito (rock & metal)    | 3                 |
| Stati Uniti (alternative)     | 4                 |
| Stati Uniti (mainstream rock) | 1                 |
| Stati Uniti (radio)           | 50                |

## Colonne sonore
È presente come canzone scaricabile nelle versioni PlayStation 3 e Xbox 360 del videogioco Rock Band.

## Cover
Di questa canzone sono state pubblicate anche le seguenti cover:
- Dalla band americana Noctura nell'album Surrender the Sun del 2011
- Dalla band americana Five Finger Death Punch sia nella raccolta A Decade of Destruction del 2017 che nell'album in studio And Justice for None del 2018

## Riedizione
È presente una riedizione di questa canzone della durata di 3:16, uscita anch'essa come singolo ed eseguita al pianoforte, nel decimo album in studio della band Let the Bad Times Roll, pubblicato nel 2021.